# Santuario de Júpiter Anxur
El santuario de Júpiter Anxur o templo de Júpiter Anxur es un templo romano que se piensa pudo construirse entre el 100 a. C. y el 70 a. C. en la cima del Monte Sant'Angelo, en la ciudad que en latín era Terracina, y los volscos denominaban Anxur (provincia de Latina).
En la antigüedad fue un santuario importante en el paisaje religioso del Lacio, de donde nos han llegado diversas fuentes literarias. A pesar de esta antigua fama, existen incertidumbres sobre su arquitectura, sus fases exactas de construcción y las deidades que fueron veneradas allí. Por su nombre, estaría dedicado principalmente al dios Anxurus, protector de la ciudad, que se consideraba Júpiter Anxur o Júpiter juvenil, junto a la diosa Feronia o incluso a Venus Obsequens.

## Situación del santuario y fases de ocupación

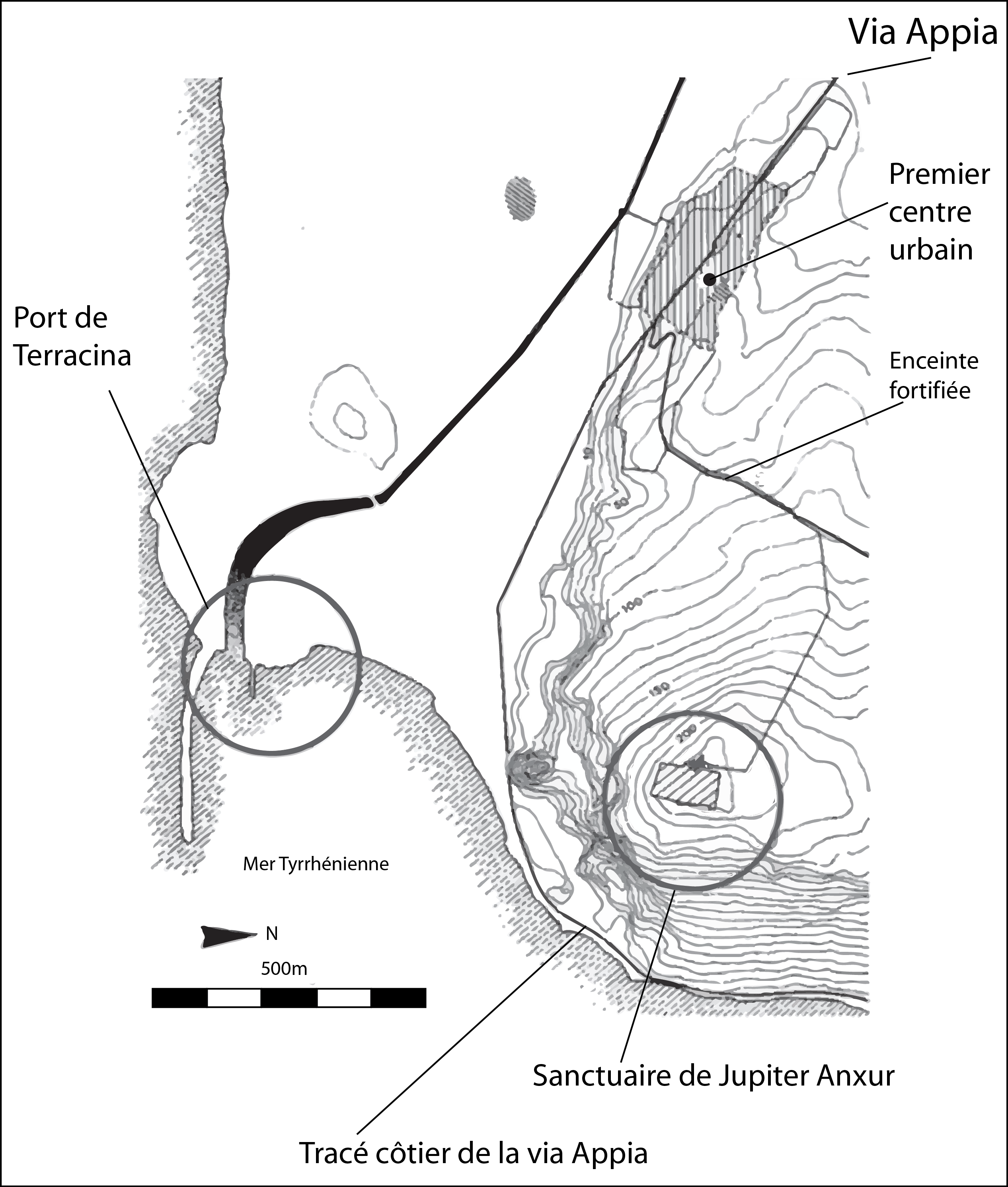
Ubicación del santuario respecto al centro urbano de Terracina.

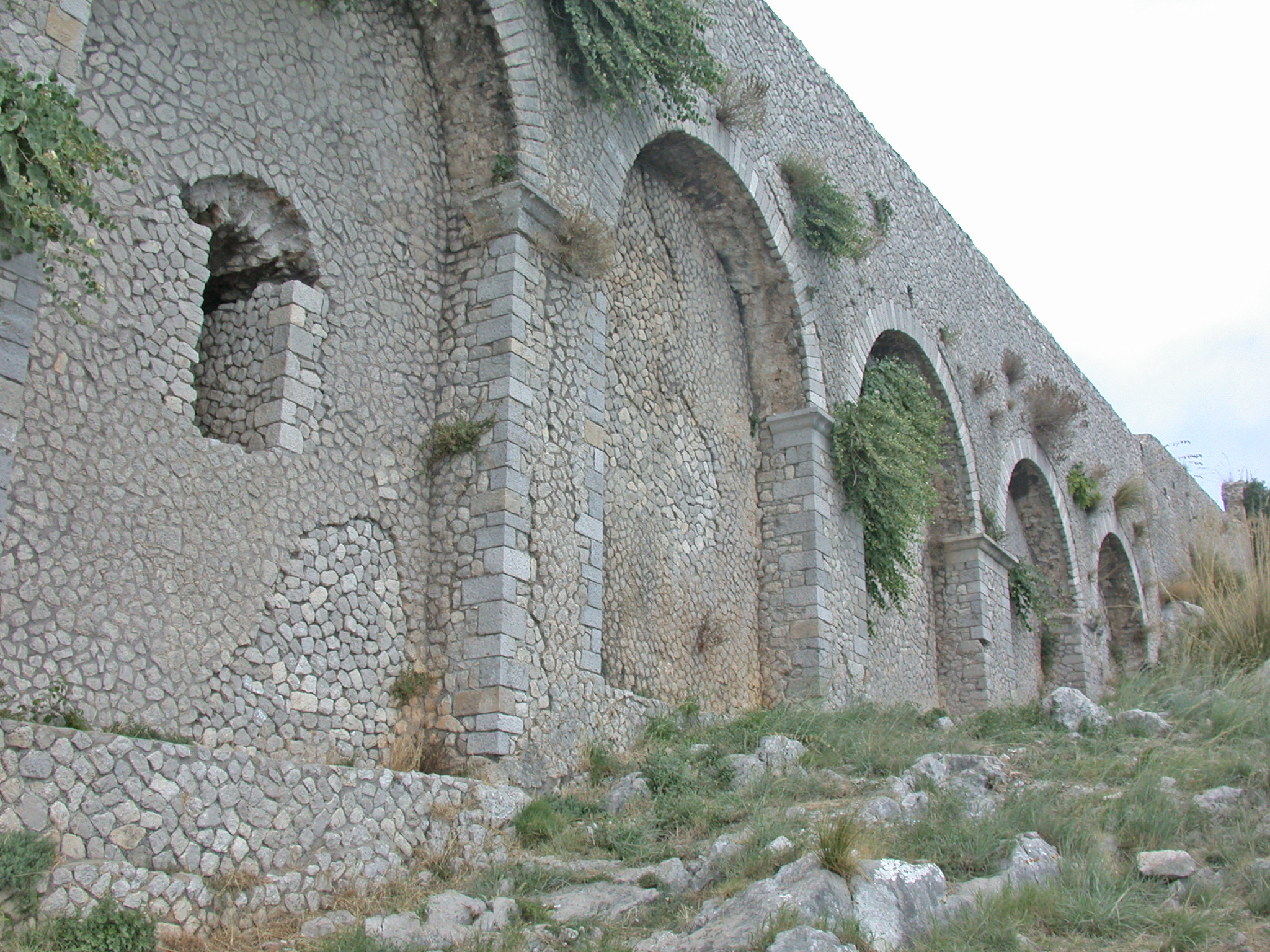
Capas del opus incertum en el flanco oriental de la terraza del santuario.

Los romanos solían elegir el lugar de emplazamiento de sus santuarios en lugares desde donde pudieran ser vistos por los devotos desde la lejanía, en este caso, tanto por tierra como por mar, lo que acentuaba su imponente presencia. El Monte Sant'Angelo, a 227 metros sobre el nivel del mar era designado en la época romana como mons neptunius. Dominaba el centro urbano de Tarracina, fundada por los ausones, luego conquistada por los volscos que la llamaron Anxur, y finalmente conquistada por Roma a fines del siglo V a. C., antes de convertirse en colonia romana en el 312 a. C. La acrópolis de Monte Sant'Angelo está bordeada por la vía Appia. Es a partir de ese momento donde aparecen los primeros aterrazamientos en opus polygonale (opus siliceum), al mismo tiempo que el probable establecimiento de un primer culto oracular en la parte superior, aunque sin erigir un templo como tal.
Durante la segunda mitad del siglo II a. C., se realiza una estructuración de la zona y se erige la construcción de una serie de edificios apoyados en la roca del monte, formando un conjunto denominado 'pequeño templo'.
La época de Sila, a principios del siglo I a. C., ve emerger varios grandes conflictos en Italia, la guerra social y la guerra civil con Cayo Mario. Fue en estas primeras décadas, entre 100 y 70 a. C. cuando se produce una espectacular monumentalización de la acrópolis, estableciendo un gran recinto amurallado con un campamento militar utilizado para controlar la cercana Vía Apia, el nuevo gran templo, construido sobre un gran podio o terraza escenográfica en opus incertum.
Durante la época tardo republicana e imperial, el santuario sufrió varias destrucciones y reconstrucciones sucesivas. De la época medieval aún se conservan restos notables, lo que le valió al santuario el sobrenombre de 'palacio de Teodorico', en referencia al rey ostrogodo de la Antigüedad tardía que gobernó parte de Italia. Un monasterio benedictino se estableció en el área del pequeño templo durante la Alta Edad Media, dedicado al Arcángel San Miguel. Varios edificios religiosos decorados con frescos fueron construidos durante la Edad Media. El área del campamento militar, por su parte, parece haber conservado su función principal, ya que las torres cuadrangulares se establecieron en el sitio para defenderlo durante el siglo XIII. El área fue definitivamente abandonada a fines del siglo XVI, cuando Terracina se despobló progresivamente.
Las primeras excavaciones tuvieron lugar en 1894, bajo la dirección de L. Borsari y Pio Capponi, en el momento en que el lugar todavía se designaba localmente como 'Palacio de Teodorico'. Tras los descubrimientos, los trabajos fueron reanudados por Luigi Borsari, desde 1896.

### Culto
La identificación tradicional de la divinidad del templo con Júpiter Anxur, deidad patrona de la ciudad y probablemente el objeto del culto urbano, es cuestionado tanto por el descubrimiento de una inscripción que lleva el nombre de la diosa Venus como por la presencia de algunos objetos votivos (incluidas palomas en pasta vítrea) que fueron grabados con una dedicación a Venus Obsequens.
El santuario menor (probablemente el más antiguo) pudo haberse dedicado al culto de la diosa Feronia, tal vez introducido en la región a partir de la ocupación volsca en el siglo V a. C. De hecho, este culto también está atestiguado en otras partes de la ciudad y, según fuentes antiguas, recuerdan la presencia de un fanum Feroniae (bosque sagrado) cerca del monte Leano. El edificio del templo más antiguo puede haber sido dedicado a la diosa Feronia, construida sobre la terraza llamada del 'pequeño templo' (del tercer cuarto del siglo II a. C.), que dominaba directamente la ciudad y su llanura agrícola, mientras que la terraza adyacente, transformada para la erección del siguiente templo, se reservaría inicialmente para el culto oracular.
La muralla construida al norte del santuario como barrera a la vía Appia quizás se debieron al peligro de la vuelta de Sila a Roma (83 a. C.) durante su lucha con Mario. La victoria posterior de Sila quizás determinó el proyecto de construcción que iba a revolucionar la estructura del antiguo santuario. Sila se había puesto bajo la protección de Venus, incluso tomando el segundo cognomen de Félix ('afortunado, querido de los dioses', que él mismo explicaba como 'protegido de Venus'). Así, agregaría el grandioso templo dedicado a Venus, como su protector y un nuevo culto destinado a eclipsar a la divinidad más antigua del lugar, mirando más hacia las actividades portuarias y comerciales y ya no hacia la ciudad y las actividades agrícolas del territorio.

## Santuario

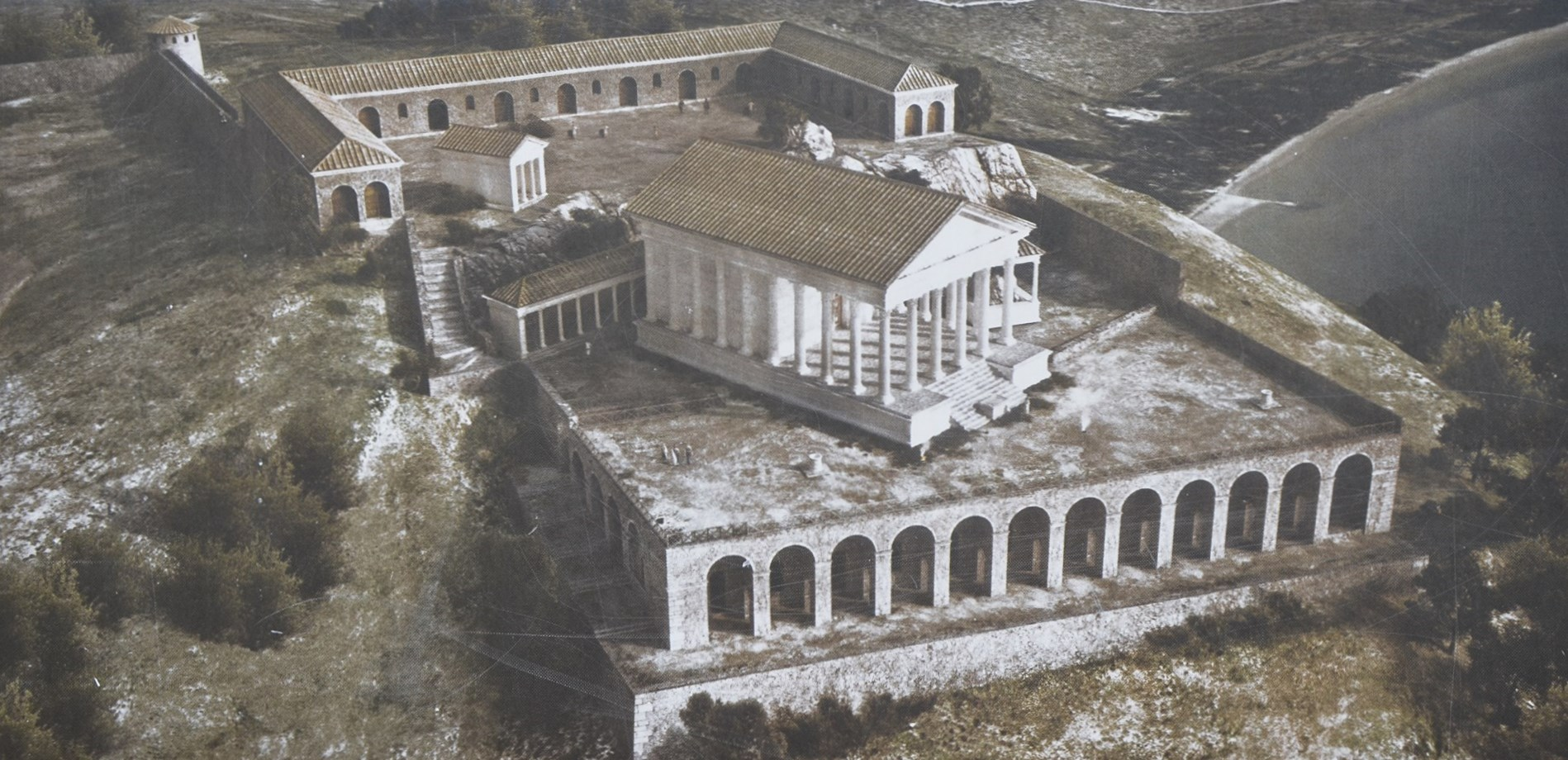
Reconstrucción virtual del santuario de Júpiter Anxur.

El santuario, en la época de Sila, incluía una terraza superior, el 'campo trincerato', cuya función era principalmente militar, una terraza inferior, que albergaba el gran templo y el santuario oracular. En la terraza oeste se albergaba el pequeño templo, así como una serie de salas abovedadas, decoradas con frescos medievales debido a la reocupación del lugar por un convento benedictino.

### Campo "trincerato"
La parte más alta del santuario corresponde a un área fortificada, identificada como un campamento militar. Tiene un recinto con nueve torres circulares que protegen el santuario y lo conectan con la acrópolis de la ciudad. El campamento consistía en una plaza rodeada por un tripórtico abierto al sur, bordeado por un camino de ronda, y provisto de una serie de cisternas de agua. En la esquina suroeste de la plaza se encuentra un pequeño templo dístilo in antis.

### Templo
Sobre la gran terraza inferior, el gran templo pseudoperíptero hexástilo de 6 x 10 columnas en los lados, incluidas 6 semicolumnas encastradas en las paredes de la cella, perfectamente orientado de norte a sur, en ángulo asimétrico sobre la orientación de la terraza, situación bastante inhabitual.
El templo tiene aspecto parecido a un típico templo etrusco, con un alto podio, pórtico profundo y énfasis frontal. El templo mide 18,70 x 32,58 metros, descansando sobre un gran podio con una escalera central con 12 escalones, en el centro de los cuales probablemente había un altar. El pronaos, de dimensiones casi idénticas a las de la cella, está formado por seis columnas corintias de piedra caliza en el frente y cuatro columnas a cada lado.
La cella es casi cuadrada, mide 14.10 x 13.60 metros. Su decoración exterior lleva seis semicolumnas a los lados y seis en la parte posterior en mampostería de estuco. Su decoración interior estaba constituida por un mosaico de teselas blancas bordeadas de negras. En la parte inferior estaba el podio para la estatua de la divinidad. Al principio, la cella era más ancha por dentro, pero luego se revistió con un muro de refuerzo interno, tal vez después de un incendio del templo. 

### Gran terraza

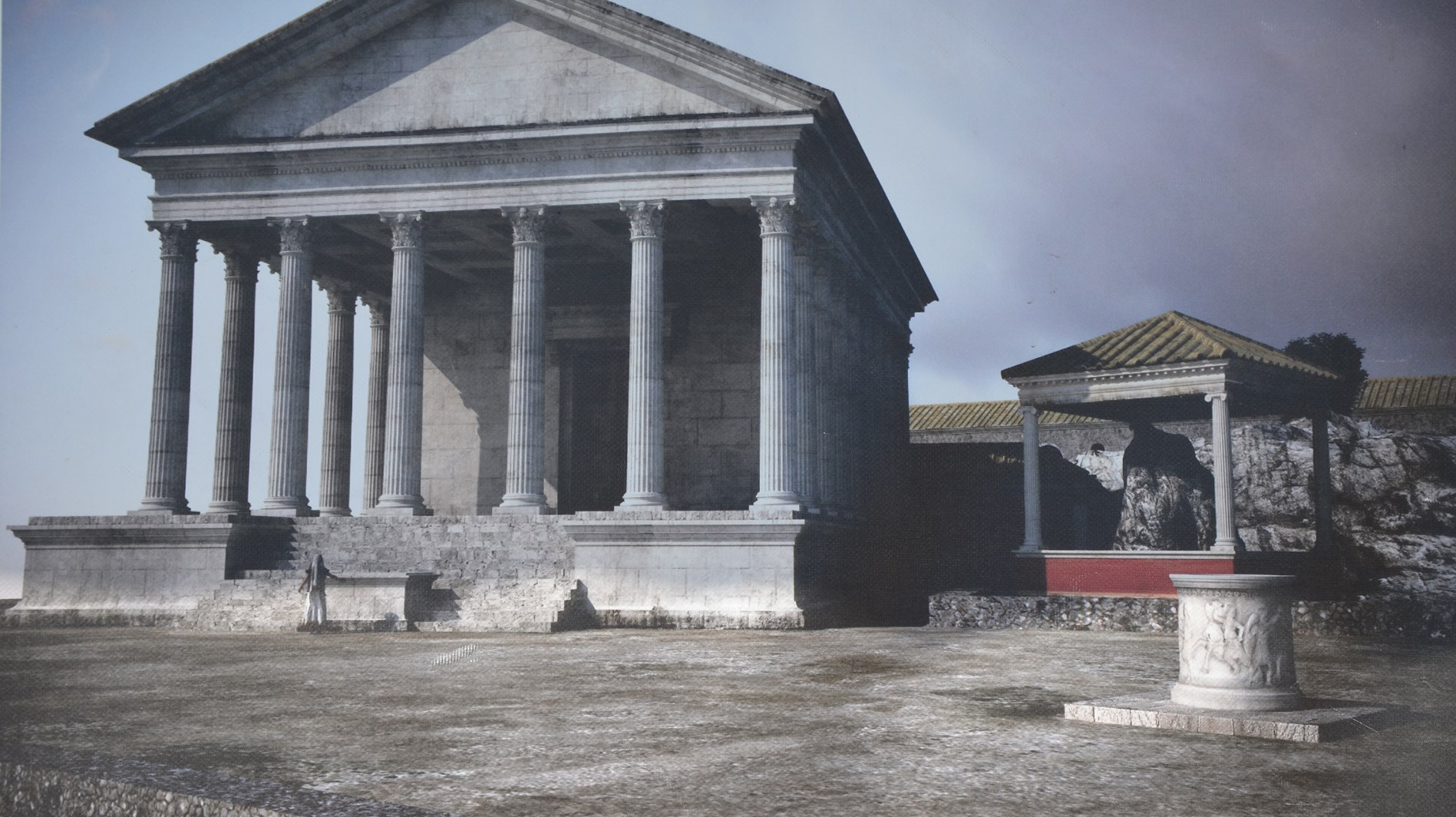
Reconstrucción virtual del templo de Júpiter Anxur con la roca oracular al costado.

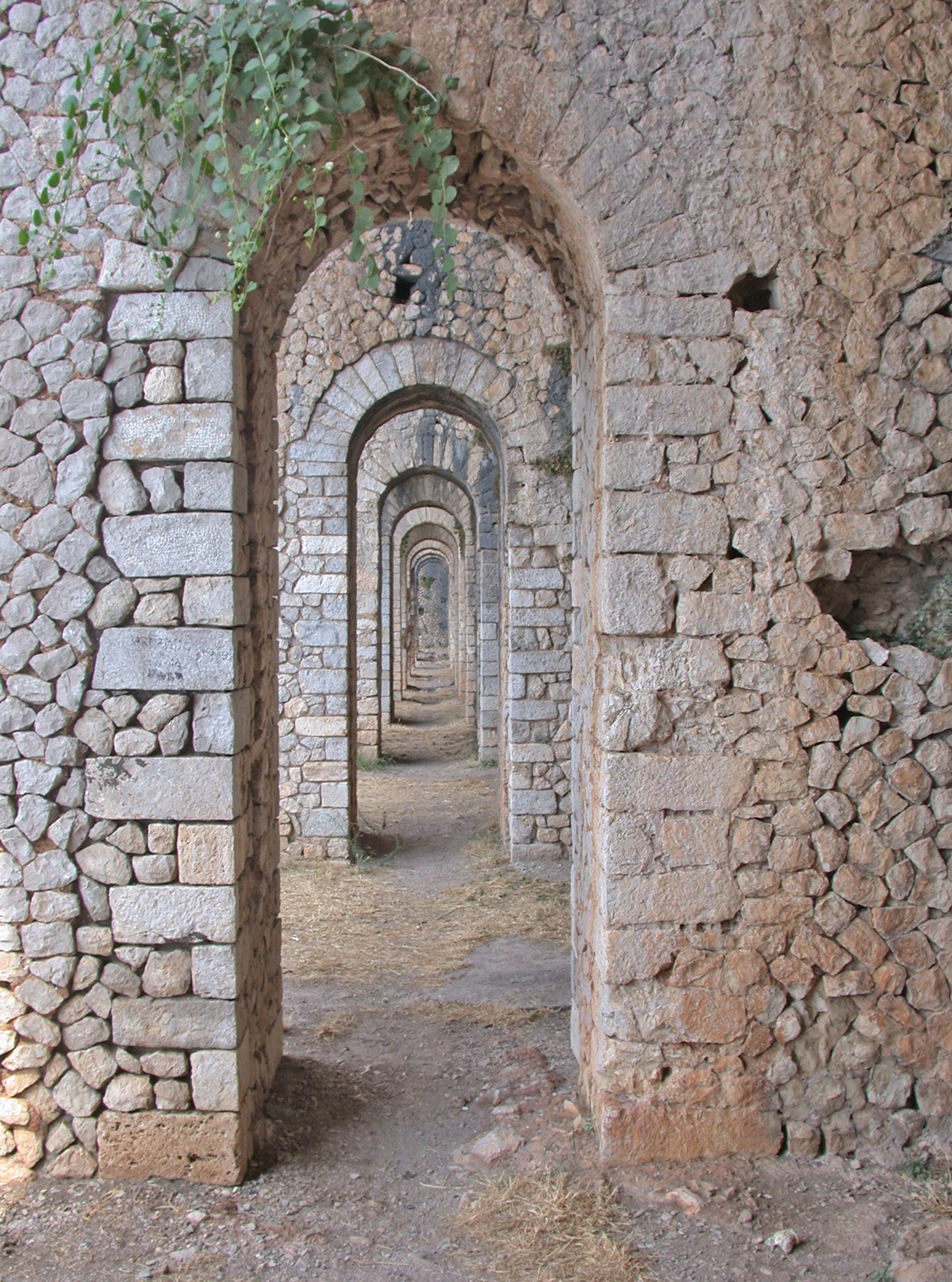
Corredor externo con las arcadas que conectan las salas.

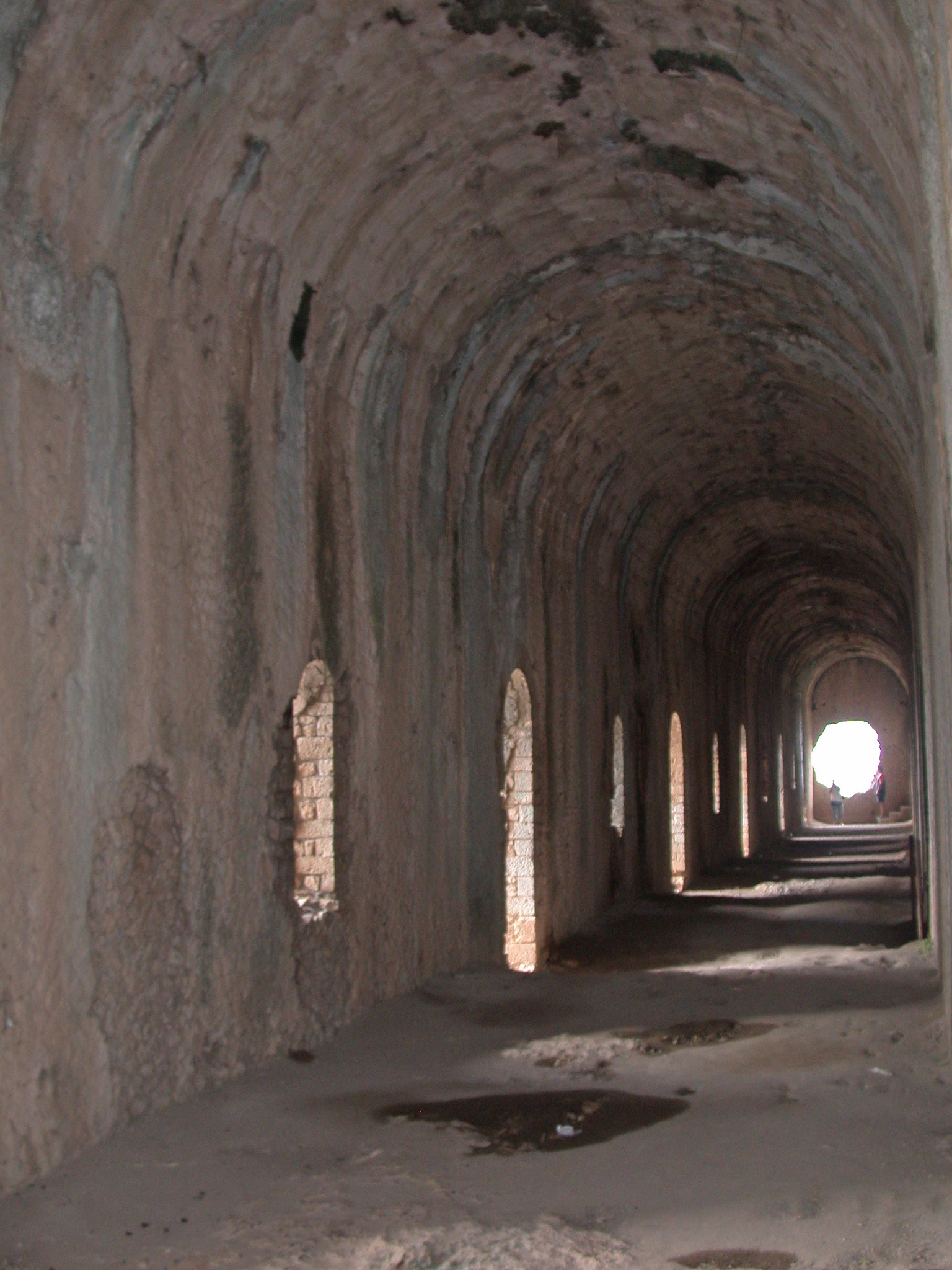
Criptopórtico de arcadas con bóveda de cañón y ventanas laterales y en los extremos.

La gran terraza sobre la que descansa el templo está parcialmente establecida en roca natural. Cerrada al norte por un largo pórtico que toma el mismo eje de implantación que el del templo. El pórtico está adosado a la roca formando una proyección natural que conduce a la terraza superior. El pórtico descansa sobre una crepidoma de tres escalones. El edificio fue utilizado para acomodar peregrinos y probablemente albergaba puestos para actividades comerciales relacionadas con el culto y salas de descanso para los viajeros.
Al este del templo estaba la entrada al santuario oracular, una roca natural, aislada, con cavidades en el interior conectadas entre sí, lo que permitía soplar el aire afuera. La roca estaba cubierta con un pequeño edículo cuadrangular en opus incertum coronado con 4 columnas de terracota. Los capiteles eran de travertino de orden jónico.
Al pie de esta roca, se construyó un pozo (favissa), y las excavaciones de 1894 sacaron a la luz un considerable grupo de exvotos de plomo. El espacio de este santuario oracular estaba cerrado por una pared de períbolo que lo aislaba del gran templo. En realidad solo se podía acceder desde el extremo oriental del pórtico.
Al oeste de la terraza, una escalera daba acceso a tres salas abovedadas en el nivel inferior de la terraza. Estas salas se abren a un conjunto de corredores subterráneos que atraviesan las subestructuras, así como a un criptopórtico. La fachada sur de la terraza estaba compuesta por 12 grandes arcadas. Los pasillos interiores de la terraza, de 3,5 metros de ancho, estaban parcialmente decorados con yeso pintado. Una cavidad subterránea natural ubicada debajo de la terraza probablemente se usó para el santuario oracular, como lo demuestra el trabajo de regularización de su suelo y sus paredes en la época romana.
La fachada oeste de la terraza aún conserva vestigios de un vasto muro en opus siliceum, que data de las primeras fases de ocupación del santuario, tal vez en tiempos arcaicos o clásicos, que luego estaría recubierta por la gran terraza de la época de Sila.

### Pequeño templo
La terraza occidental es el lugar de ubicación del edificio llamado 'pequeño templo'. Es el lugar de llegada desde el antiguo camino que conducía a la ciudad romana. El templo es adyacente a un conjunto de habitaciones abovedadas en opus incertum. Las estructuras romanas se recuperaron en esta parte del sitio por el monasterio benedictino medieval. La decoración pintada del edificio data del tercer cuarto del siglo II a. C. (primer estilo pompeyano que imita un revestimiento de mármol). La situación precisa de los edificios de culto en la terraza occidental aún no se conoce bien, debido a la recuperación del espacio por las construcciones medievales. Fue probablemente la primera fase monumental del santuario, antes de la restauración de la época de Sila.

## Arquitectura
El santuario de Terracina forma parte de los grandes santuarios republicanos del Latium, construidos entre los años 150 y 50 a. C. Estos santuarios se llaman "santuarios en terraza" en la literatura arqueológica, debido a su diseño escenográfico: vista dominante del paisaje, estratificación de construcciones, sistemas de potentes terrazas, axialidad de los edificios y caracterizados por el empleo sistemático de arcos y bóvedas para la construcción de construcciones subterráneas. Podemos citar, por ejemplo, los santuarios de Praeneste (Santuario de la Fortuna Primigenia) o los de Tívoli (Santuario de Hércules Víctor), Pietravairano y Pietrabbondante.
Estos santuarios utilizaron una técnica desarrollada recientemente en Roma, la del opus caementicium, el hormigón romano, mezclando la arquitectura helenística y clásica (órdenes jónico y corintio) con los elementos de la construcción romana. Se ha debatido entre los estudiosos el origen de los santuarios en terrazas, aunque parece que se inspiraron en diferentes modelos helenísticos monumentales, como en los grandes santuarios de la ciudad de Pérgamo, en Asia Menor. La asociación de grandes columnatas para la parte frontal de los templos, la ausencia de columnas traseras (perípteros sine-postico o pseudoperípteros) y la presencia de grandes pórticos que enmarcan los edificios de culto, son características principales de estos conjuntos monumentales.